# 索阿韦-雷德利希-邝氏方程
索阿韦-雷德利希-邝氏方程（Soave-Redlich-Kwong equation of state），简称S-R-K方程，是雷德利希-邝氏方程的一种修正形式，是物理化学中基于范德瓦耳斯方程的一个近似描述真实气体行为的状态方程，方程如下：
{\displaystyle p={\frac {RT}{V_{m}-b}}-{\frac {a\alpha }{V_{m}\left(V_{m}+b\right)}}}

{\displaystyle a={\frac {0.42748R^{2}T_{c}^{2}}{p_{c}}}}

{\displaystyle b={\frac {0.08664RT_{c}}{p_{c}}}}
 其中：
- {\displaystyle \ V_{m}} 为气体的摩尔体积；
- {\displaystyle \ T} 为温度；
- {\displaystyle \ T_{c}} 为临界温度；
- {\displaystyle \ p} 为压力；
- {\displaystyle \ p_{c}} 为临界压力；
- {\displaystyle \ R} 为气体常数；
- {\displaystyle \ a} 和{\displaystyle \ b} 为范德华常数。

可以看出R-K方程中的 {\displaystyle {\frac {a}{\sqrt {T}}}} 在这里被 {\displaystyle \ \alpha (T,\omega )} 函数所替换，{\displaystyle \ a} 实际成了温度的函数。{\displaystyle \ \alpha } 可以用下式表示：
{\displaystyle \alpha =\left(1+\left(0.480+1.574\omega -0.176\omega ^{2}\right)\left(1-T_{r}^{0.5}\right)\right)^{2}}
其中：
- {\displaystyle \ T_{r}} 为对比温度；
- {\displaystyle \ \omega } 为偏心因子。

氢气的 {\displaystyle \alpha =1.202\exp \left(-0.30288T_{r}\right)}。